# Hesperesta
Hesperesta is een geslacht van vlinders van de familie dominomotten (Autostichidae), uit de onderfamilie Holcopogoninae.

## Soorten
- H. alicantella Derra, 2008
- H. arabica Gozmány, 2000
- H. hartigi (Turati, 1934)
- H. rhyodes (Meyrick, 1909)